# Championnat d'Angleterre de rugby à XV 1989-1990
Navigation
Courage League
 1988-1989 Courage League 1990-1991
Le Championnat d'Angleterre de rugby à XV 1989-1990, appelée Courage League 1989-1990 du nom de son sponsor, oppose les douze meilleures équipes anglaises de rugby à XV. Au cours de la compétition, toutes les équipes s'affrontent une fois. L'équipe première du classement final est sacrée championne. Pour cette édition, seule la dernière équipe est reléguée en seconde division afin d'élargir la compétition à 13 clubs pour la saison suivante.
Cette saison, les Saracens et les Bedford Blues ont accédé à l'élite et remplacent les clubs de Waterloo et de Liverpool St Helens qui ont été relégués en seconde division. Les Wasps terminent en tête de la compétition et remportent le premier titre de leur histoire dans la compétition. Le club de Bedford Blues termine la compétition à la dernière place en ayant perdu tous ses matchs, et est relégué en Courage Clubs Championship.

## Liste des équipes en compétition
La compétition oppose pour la saison 1989-1990 les douze meilleures équipes anglaises de rugby à XV :
| - Bath Rugby - Bedford Blues - Bristol Rugby - Gloucester RFC | - Harlequins - Leicester Tigers - Moseley - Nottingham | - Orrell - Rosslyn Park - Saracens - Wasps |

## Classement de la phase régulière
| Rang | Club              | J  | V | N | D  | Pm  | Pe  | Diff | Pts |
| ---- | ----------------- | -- | - | - | -- | --- | --- | ---- | --- |
| 1    | Wasps             | 11 | 9 | 0 | 2  | 250 | 106 | +144 | 18  |
| 2    | Gloucester RFC    | 11 | 8 | 0 | 3  | 214 | 139 | +75  | 17  |
| 3    | Bath Rugby (T)    | 11 | 8 | 0 | 3  | 258 | 104 | +154 | 16  |
| 4    | Saracens (P)      | 11 | 7 | 1 | 3  | 168 | 167 | +1   | 15  |
| 5    | Leicester Tigers  | 11 | 6 | 0 | 5  | 248 | 184 | +64  | 12  |
| 6    | Nottingham RFC    | 11 | 6 | 0 | 5  | 190 | 141 | +49  | 12  |
| 7    | Harlequins        | 11 | 6 | 0 | 5  | 218 | 180 | +38  | 12  |
| 8    | Orrell RUFC       | 11 | 5 | 0 | 6  | 221 | 132 | +89  | 10  |
| 9    | Bristol Bears     | 11 | 4 | 0 | 7  | 136 | 144 | -8   | 8   |
| 10   | Rosslyn Park      | 11 | 4 | 0 | 7  | 161 | 235 | -74  | 8   |
| 11   | Moseley RFC       | 11 | 2 | 0 | 9  | 138 | 263 | -125 | 4   |
| 12   | Bedford Blues (P) | 11 | 0 | 0 | 11 | 60  | 467 | -407 | 0   |

|  | Champion d'Angleterre (no 1).                                           |
|  | Relégué en Courage Clubs Championship pour la saison 1990-1991 (no 12). |
|  | T : tenant du titre 1989 • P : promus 1989                              |

Attribution des points: victoire sur tapis vert : 2, victoire : 2, match nul : 1, défaite : 0, forfait : -2.
Règles de classement: ??????

## Résultats des rencontres
L'équipe qui reçoit est indiquée dans la colonne de gauche.
| Clubs            | BAT   | BED   | BRI   | GLO   | HAR   | LEI   | MOS   | NOT   | ORR   | ROS   | SAR   | WAS   |
| ---------------- | ----- | ----- | ----- | ----- | ----- | ----- | ----- | ----- | ----- | ----- | ----- | ----- |
| Bath Rugby       |       | 76-0  |       |       | 32-12 | 26-15 | 27-9  |       |       |       |       |       |
| Bedford Blues    |       |       | 6-16  |       | 8-71  |       | 0-24  |       | 7-25  |       | 3-22  | 9-44  |
| Bristol Rugby    | 13-14 |       |       | 6-13  |       | 11-13 |       | 13-9  |       | 6-15  |       | 21-22 |
| Gloucester RFC   | 13-6  | 37-6  |       |       | 24-9  |       |       |       | 16-10 | 41-12 | 21-21 |       |
| Harlequins       |       |       | 13-7  |       |       | 15-12 |       | 22-27 | 15-9  | 19-15 |       | 12-9  |
| Leicester Tigers |       | 60-3  |       | 16-26 |       |       | 38-20 |       |       |       | 34-6  |       |
| Moseley          |       |       | 10-16 | 12-16 | 22-21 | 9-23  |       | 6-22  |       |       |       | 0-42  |
| Nottingham       | 12-9  | 47-6  |       | 12-3  |       |       |       |       | 9-25  | 6-11  | 25-12 |       |
| Orrell           | 6-9   |       | 12-15 |       |       | 33-10 | 25-13 |       |       | 64-14 |       |       |
| Rosslyn Park     | 6-34  | 45-12 |       |       |       | 6-15  |       | 18-9  |       |       | 13-15 | 6-14  |
| Saracens         | 9-7   |       | 17-12 |       | 15-9  |       | 33-13 |       | 12-6  |       |       |       |
| Wasps            | 9-18  |       |       | 29-4  |       | 29-12 |       | 16-12 | 12-6  |       | 24-6  |       |

|  | Victoire à domicile |  | Match nul |  | Défaite à domicile |